# Дюморье, Джордж
Джордж Луис Палмелла Бассон дю Морье (англ. George Louis Palmella Busson du Maurier, 6 марта 1834, Париж — 8 октября 1896, Лондон) — английский писатель, карикатурист. В России его фамилию часто пишут слитно из-за имени его внучки — писательницы Дафны Дюморье.

## Биография и творчество

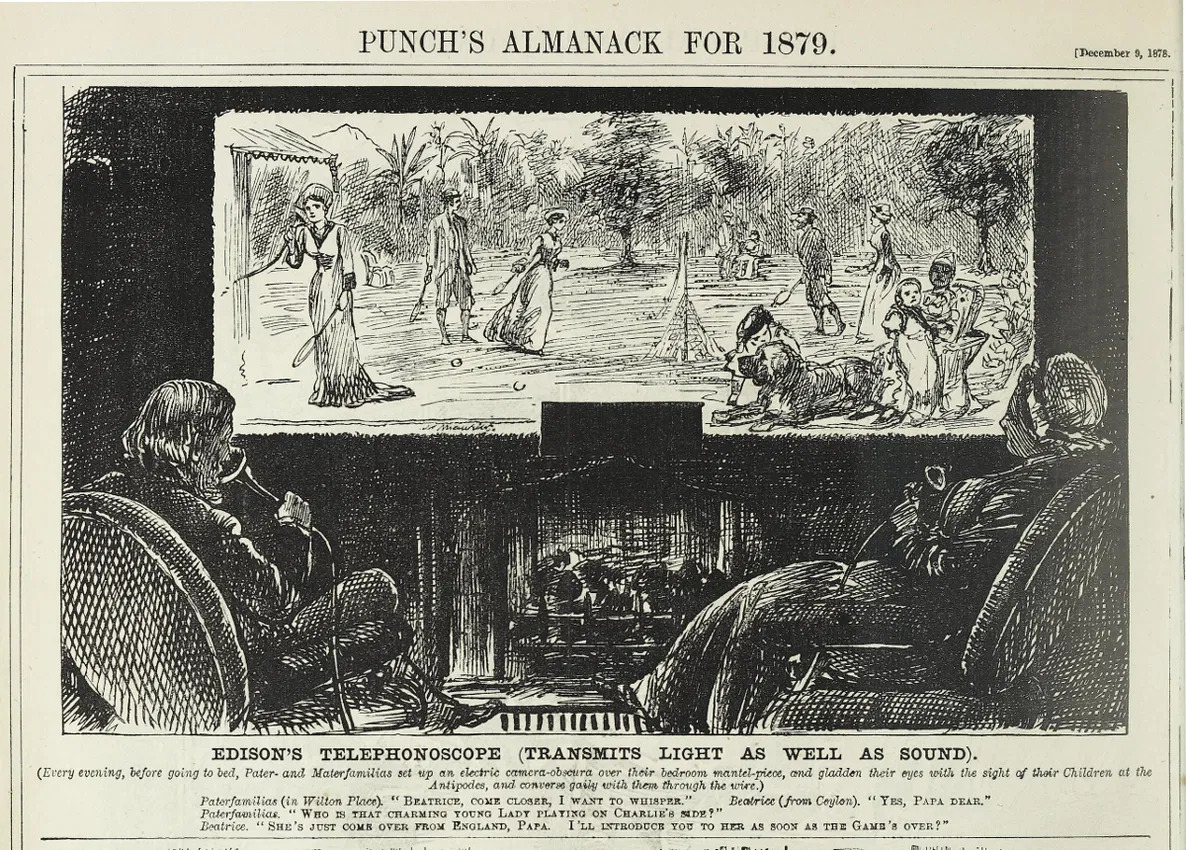
Образ с комбинацией телефона и телевидения, придуманный Джорджем Дюморье, опубликовавшим свою работу в 1878 году

Родился в Париже в семье Луи-Матюрена Буссона дю Морье и Элен Джослин Кларк, дочери Мэри Энн Кларк, известной куртизанки эпохи Регентства. В 1850-х учился на химика в Лондоне, потом изучал искусство в Париже, после чего переехал в Антверпен. С 1865 года сотрудничал с журналом Панч, рисовал для него карикатуры. Частичная потеря зрения заставила его отказаться от карьеры художника. В 1891 году прекратил сотрудничать с Панчем.
Ободрённый Генри Джеймсом, с которым дружил, занялся литературой. Написал три романа с элементами фантастики, начиная с 1896 года они не раз экранизировались и многократно переиздавались. Особенно популярен его роман «Трильби» с центральным образом гипнотизёра Свенгали, под влиянием этого романа был написан «Призрак оперы» Гастона Леру. На сюжет романа «Трильби» была написана одноимённая опера (1919, премьера в 1924) Александра Юрасовского.
В 1878 году, иллюстрируя в «Панче» новое изобретение Томаса Эдисона телефоноскоп, Дюморье фактически изобразил будущий телевизор и видеоконференцию.

## Личная жизнь
Был близким другом писателя Генри Джеймса. В 1863 женился на Эмме Вайтвик. Сын — актёр Джералд Дюморье, дочь — Сильвия дю Морье. От Джеральда у него было три внучки — известные писательницы Дафна и Анджела дю Морье и художница Жанна дю Морье. От Сильвии у него было пять внуков, которые стали прототипами героев романа Д. М. Барри «Питер Пэн».

## Образ в литературе
Джордж Дюморье и Генри Джеймс — персонажи романа Дэвида Лоджа «Автора, автора» (2004).

## Произведения
- Питер Иббетсон (1891)
- Трильби (1894)
- Марсианка (1897)

## Публикации на русском языке
- Трильби. СПб.: журнал «Северный вестник», 1896, № 1-8
- Трильби. СПб.: М. М. Ледерле, 1896
- Трильби. СПб.: Типография В. Комарова, 1897
- Трильби. Пер. Т. Лещенко-Сухомлиной. Илл. автора. Москва: ГИХЛ, 1960
- Трильби. СПб.: Издательство Санкт-Петербургского университета, 1992
- Трильби. М.: Недра, 1993
- Трильби. М.: Искусство и мода, 1993
- Трильби. Ростов-на-Дону: Проф-Пресс, 1994

## Экранизации
Из экранизаций прозы Дюморье особенно популярен был фильм Арчи Майо «Свенгали» (1931 год), в заглавной роли снялся Джон Берримор. В фильме Генри Хэтэуэя «Питер Иббетсон» (1935) заглавную роль сыграл Гэри Купер.